# Йозеф Гіртль
Йозеф Гіртль (нім. Josef Hyrtl; 7 грудня 1810, Айзенштадт — 17 липня 1894, Перхтольдсдорф (нині — в землі Верхня Австрія)) — австрійський лікар та анатом, почесний громадянин міст Відень та Айзенштадт.

## Біографія
Йозеф Гіртль народився у 1810 році, в Айзенштадті, який на той час адміністративно входив до складу угорської частини Австрійської імперії, в небагатій родині музиканта (його батько грав на гобої у придворній князівській капелі Естергазі). Почав вивчати медицину в Відні 1831 року. Відзначався серед студентів своїми здібностями, та вже у 1833 році став прозектором, асистентом професора Йозефа Юліуса Чермака. Читав студентам-фізіологам курс лекцій з практичної анатомії. 1837 року Гіртль став професором Карлового університету в Празі. Тут він займався науковою роботою, написав декілька праць. У 1845 році вчений повернувся до Віденського університету. Тут йому асистував чех Їндржих Ванкель, який надалі став відомим вченим.
1850 року Гіртль закінчив свій «Словник топографічної анатомії», що став одним з найважливіших підручників для медичних училищ. 1850 року він також створив у Відні Музей порівняльної анатомії, а також реконструював заснований 1745 року Герардом ван Світеном музей людської анатомії.
1864 року, до 500-річчя Віденського університету, Йозеф Гіртль був призначений його ректором, як один з найбільш заслужених професорів. У 1857 році він став членом-кореспондентом Берлінської академії наук. 1874 року, у зв'язку з послабленням зору, вчений залишив викладацьку діяльність та переїхав з дружиною до Перхтольдсдорфа, де у Гіртлів був власний будинок, і там продовжував наукову діяльність. 17 липня 1894 року Гіртль був знайдений мертвим у власному ліжку.
Після смерті вченого за його заповітом значні суми були передані на доброчинні цілі — для підтримки сиріт та інвалідів. На ці кошти в Медлінгу (Нижня Австрія) було зведено дім сиріт, який має ім'я Гіртля.
Брат Йозефа Гіртля, Якоб Гіртль (1799—1868), був відомим віденським гравером. У його власності знаходився череп Моцарта, який він заповів своєму брату-анатому. Йозеф Гіртль дослідив череп, а потім передав його за заповітом в Моцартеум, у Зальцбургу.

## Твори

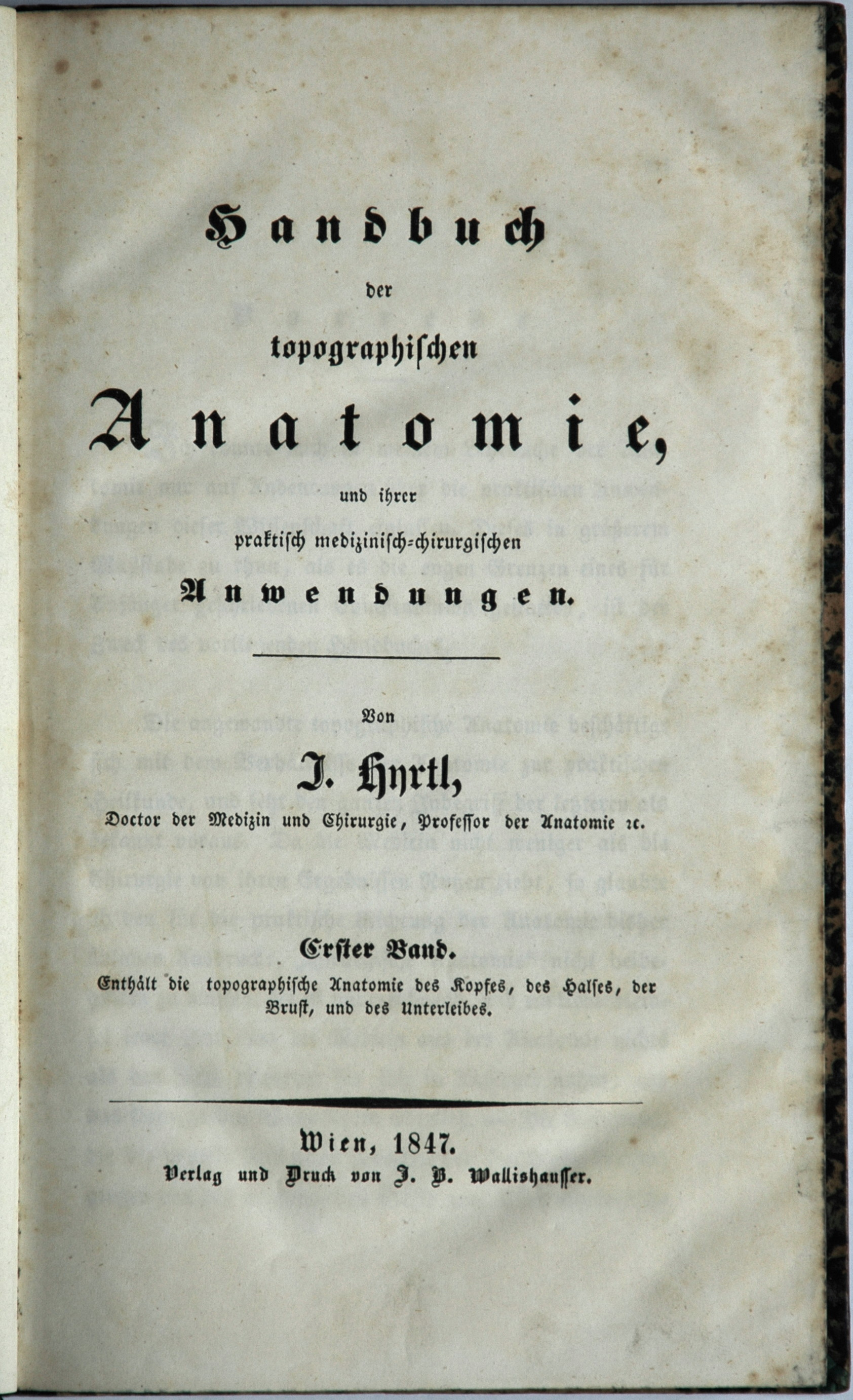
Титульний аркуш першого видання «Словника топографічної анатомії» (1853)

- Lehrbuch der Anatomie des Menschen (Prag, 1846)
- Handbuch der topographischen Anatomie (Wien, 1853)
- Handbuch der Zergliederungskunst (Wien, 1860)
- Гиртль И. Руководство к анатомии человеческого тела с указанием на физиологические основания и практическое применение. Вып. 1 / соч. Иосифа Гиртля ; пер. с 6-го нем. изд. (1859 г.) П. Баллод и Ал. Фаминцын. — СПб. : В тип. В. Безобразова и комп., 1860. — 227 с. [Архівовано 16 грудня 2021 у Wayback Machine.]
- Гиртль И. Руководство к анатомии человеческого тела с указанием на физиологические основания и практическое применение. Вып. 2 / соч. Иосифа Гиртля ; пер. с 6-го нем. изд. (1859 г.) П. Баллод и Ал. Фаминцын. — СПб. : В тип. В. Безобразова и комп., 1861. — С. 232—383. [Архівовано 16 грудня 2021 у Wayback Machine.]
- Гиртль И. Руководство к анатомии человеческого тела с указанием на физиологические основания и практическое применение. Вып. 3 / соч. Иосифа Гиртля ; пер. с 6-го нем. изд. (1859 г.) П. Баллод и Ал. Фаминцын. — СПб. : В тип. В. Безобразова и комп., 1861. — С. 388—508. [Архівовано 16 грудня 2021 у Wayback Machine.]